# خالتي صفية والدير (مسلسل)
خالتي صفية والدير مسلسل مصري، مأخوذ من رواية لنفس الاسم لبهاء طاهر أنتج سنة 1994 بطولة سناء جميل وبوسي وممدوح عبد العليم ونشوى مصطفى وحمدي غيث ورواية بهاء طاهر وموسيقى ياسر عبد الرحمن وإخراج إسماعيل عبد الحافظ ومن إنتاج قطاع الإنتاج باتحاد الإذاعة والتليفزيون المصري.

## أبطال المسلسل
- سناء جميل
- بوسي
- ممدوح عبد العليم
- رانيا فريد شوقي
- حمدي غيث
- محمد عبد الحافظ